# Saison 2016-2017 du Standard de Liège
Maillots
Chronologie
Saison précédente Saison suivante
L' exercice 2016-2017 du Standard de Liège voit le club évoluer en Jupiler Pro League. C'est la 100e saison du club au plus haut niveau du football belge, et la 95e consécutive, record absolu en Belgique. Il participe également à la Ligue Europa dès la phase de poule ainsi qu'à la Croky Cup à partir des seizièmes de finale.

## Historique

### Mercato
De petits aménagements sont apportés au staff à l'entresaison, Philippe Vande Walle et Erik Roex étant respectivement recrutés en tant qu'entraîneur des gardiens et préparateur physique. Début juillet, Konstantínos Laïfis (prêt de 2 ans avec option d'achat) et Jean-François Gillet rejoignent le club.
Un peu plus tard, Benito Raman et Isaac Mbenza arrivent à Liège, tandis que Yohann Thuram et Santini filent en France. Si la fin de cette période de transferts est encore agitée en bord de Meuse, on retiendra surtout l'arrivée de deux renforts de choix : Orlando Sá et Ishak Belfodil (libre).

### Avant saison
Après un team building à Durbuy le lundi 11, l'équipe part en stage de cinq jours à Hoenderloo, aux Pays-Bas.
Elle s'y impose 1-0 en amical face au FK Dnipro puis clôt sa préparation trois jours plus tard à Sclessin contre le Chievo Verona de Paul-José M'Poku (victoire 3-0).

### Championnat
La saison débute par une défaite face au Club de Bruges en Supercoupe de Belgique (2-1), en ayant pourtant mené au score et en supériorité numérique. Les débuts en Jupiler Pro League sont tout aussi décevants puisque le Standard se fait accrocher d'entrée (2-2) sur le terrain de Westerlo. Par ailleurs, le club dispute sa première rencontre à domicile face à Saint-Trond devant un stade vide, puisque le club, sanctionné, doit jouer à un huis clos. Le Standard l'emportera néanmoins sur le score de 2-0. Notons également l'engouement toujours exemplaire des supporteurs qui s'étaient tout de même rassemblés à l'extérieur du stade côté terril afin d'encourager leur équipe.
Le 6 septembre 2016, la direction liégeoise décide de se séparer de Yannick Ferrera et de le remplacer par Aleksandar Janković, alors entraîneur de Malines. Avec l'arrivée du technicien serbe mais également des derniers transfuges, l'équipe retrouve petit à petit des couleurs en signant deux victoires en championnat et un match nul en Ligue Europa face au Celta Vigo. La première déconvenue se produit lors de l'élimination surprise du club liégeois en Coupe de Belgique face à la modeste équipe de Geel. Après une victoire facile face à Eupen et une défaite contre l'Ajax, se profile le Clasico face au RSC Anderlecht. En rendant une copie plus que moyenne, le Standard est battu à domicile sur le score de 0-1, ce qui signe la première défaite en championnat sous Janković. Lors de la 17e journée, le match entre le Sporting Charleroi et le Standard est arrêté définitivement par l'arbitre Serge Gumienny, à la 68e minute à la suite de plusieurs débordements venant des « supporters » des deux camps. Le Standard qui menait 1-3 ne reçoit aucun point pour ce match. La suite de la saison s'avère catastrophique et provoque le 17 avril 2017 le limogeage de Jankovic sur un bilan d'une seule victoire, 8 partages et 6 défaites sur les 15 derniers matchs et la non-qualification pour les PO1. L'équipe est alors entraînée par José Jeunechamps en attendant la fin de saison. Malgré le départ de Jankovic, le Standard continue à enchainer les mauvais résultats. Le match du 22 avril face au FC Malines se conclut également sur une défaite, ce qui relègue le Standard en dernière position des PO II, leur dernière victoire remontant à plus de deux mois.

### Équipements
| Marque :           |  | Kappa |
| Sponsors maillot : |  | Base  |

## Staff Technique
| Fonction                | Nom                  | Date de Naissance | Nationalité | Fin du Contrat               | Dernier Club          |
| ----------------------- | -------------------- | ----------------- | ----------- | ---------------------------- | --------------------- |
| Entraîneur principal    | Aleksandar Janković  | 06-05-1972        | Serbie      | Juin 2019                    | KV Malines            |
| Entraîneur adjoint      | Éric Deflandre       | 2-08-1973         | Belgique    | Juin 2018                    | Standard de Liège U16 |
| Entraîneur des gardiens | Philippe Vande Walle | 22-12-1961        | Belgique    | Juin 2018                    | KV Mechelen           |
| Préparateur physique    | Erik Roex            | /                 | Belgique    | contrat à durée indéterminée | Belgique              |
| Entraîneur des espoirs  | Alexandre Chteline   | 12-12-1966        |             | contrat à durée indéterminée |                       |

## Effectif professionnel

### Transferts

#### Été 2016
| Nom                              | Naissance        | Position          | Nationalité sportive | Fin de contrat | Provenance/Destination |
| ARRIVÉES                         |                  |                   |                      |                |                        |
| Ibrahima Cissé                   | 28 janvier 1994  | Milieu défensif   | Belgique             | Juin 2020      | FC Malines             |
| Birama Touré                     | 6 juin 1992      | Milieu de terrain | Mali                 | Juin 2020      | FC Nantes              |
| Alpaslan Öztürk (retour de prêt) | 16 juillet 1993  | Milieu            | Turquie              | Juin 2018      | Eskişehirspor Kulübü   |
| Mohamed Yattara (retour de prêt) | 28 juillet 1993  | Attaquant         | Guinée               | Juin 2019      | Angers SCO             |
| Konstantínos Laïfis (prêt)       | 19 mai 1993      | Défenseur         | Chypre               | Juin 2018      | Olympiakós Le Pirée    |
| Jean-François Gillet             | 31 mai 1979      | Gardien           | Belgique             | Juin 2018      | Calcio Catane          |
| Isaac Mbenza                     | 8 mars 1996      | Attaquant         | Belgique             | Juin 2020      | Valenciennes FC        |
| Benito Raman                     | 7 novembre 1994  | Attaquant         | Belgique             | Juin 2020      | KAA La Gantoise        |
| Ishak Belfodil (libre)           | 12 janvier 1992  | Attaquant         | Algérie              | Juin 2018      | Baniyas SC             |
| Elderson Uwa Echiejile (prêt)    | 20 janvier 1988  | Arrière gauche    | Nigeria              | ?              | AS Monaco FC           |
| Farouk Miya                      | 26 novembre 1997 | Milieu de terrain | Ouganda              | ?              | Vipers Sports Club     |
| Farès Bahlouli (prêt)            | 8 avril 1995     | Milieu offensif   | Algérie/ France      | ?              | AS Monaco FC           |
| Wallyson Mallmann (prêt)         | 16 février 1994  | Milieu offensif   | Brésil               | ?              | Sporting CP            |
| Orlando Sá                       | 26 mai 1988      | Attaquant         | Portugal             | Juin 2020      | Maccabi Tel-Aviv       |
| DÉPARTS                          |                  |                   |                      |                |                        |
| Deni Milošević                   | 9 mars 1995      | Milieu            | Belgique             | Juin 2017      | Konyaspor              |
| Lucas Pirard                     | 10 mars 1995     | Gardien           | Belgique             | Juin 2018      | K Saint-Trond VV       |
| Paul-José M'Poku                 | 19 avril 1992    | Milieu            | Rép. dém. du Congo   | Juin 2018      | AC Chievo Vérone       |
| François Marquet                 | 17 avril 1995    | Milieu            | Belgique             | Juin 2019      | Waasland-Beveren       |
| Yohann Thuram                    | 31 octobre 1988  | Gardien           | France               | Juin 2017      | Le Havre AC            |
| Ivan Santini                     | 21 mai 1989      | Attaquant         | Croatie              | Juin 2019      | Stade Malherbe de Caen |
| Georgy Zhukov                    | 19 novembre 1994 | Milieu            | Kazakhstan           | Juin 2017      | FK Oural               |

#### Hiver 2017
| Nom                        | Naissance       | Position  | Nationalité sportive | Fin de contrat | Provenance/Destination |
| ARRIVÉES                   |                 |           |                      |                |                        |
| Filip Mladenović           | 15 août 1991    | Défenseur | Serbie               | Juin 2022      | 1. FC Cologne          |
| Răzvan Marin               | 23 mai 1996     | Milieu    | Roumanie             | ?              | FC Viitorul Constanța  |
| Valeriy Luchkevych         | 11 janvier 1996 | Milieu    | Ukraine              | ?              | FK Dnipro              |
| Dieumerci Ndongala         | 14 juin 1991    | Ailier    | Rép. dém. du Congo   | Juin 2020      | KAA La Gantoise        |
| Merveille Bope (prêt)      | 21 mai 1992     | Milieu    | Rép. dém. du Congo   | ?              | TP Mazembe             |
| Jonathan Bolingi (prêt)    | 30 juin 1994    | Attaquant | Rép. dém. du Congo   | ?              | TP Mazembe             |
| Christian Luyindama (prêt) | 8 janvier 1994  | Défenseur | Rép. dém. du Congo   | ?              | TP Mazembe             |
| Moussa Djenepo (prêt)      | 15 janvier 1998 | Milieu    | Mali                 | ?              | Yeelen Olympique       |
| DÉPARTS                    |                 |           |                      |                |                        |
| Dino Arslanagić            | 24 avril 1993   | Défenseur | Belgique             | Juin 2018      | Royal Excel Mouscron   |
| Birama Touré (prêt)        | 6 juin 1992     | Milieu    | Mali                 | Juin 2020      | AJ Auxerre             |
| Adrien Trebel              | 3 mars 1991     | Milieu    | France               | Juin 2019      | RSC Anderlecht         |
| Jean-Luc Dompé (prêt)      | 12 aout 1995    | Ailier    | France               |                | KAS Eupen              |
| Isaac Mbenza               | 8 mars 1996     | Attaquant | Belgique             |                | Montpellier HSC        |
| Elderson Uwa Echiejile     | 20 janvier 1988 | Défenseur | Nigeria              | Retour de prêt | AS Monaco FC           |
| Farès Bahlouli             | 8 avril 1995    | Milieu    | France/ Algérie      | Retour de prêt | AS Monaco FC           |
| Wallyson Mallmann          | 16 février 1994 | Milieu    | Brésil               | Retour de prêt | Sporting CP            |
| Yannis Mbombo              | 8 avril 1994    | Milieu    | Belgique             |                | Örebro SK              |

## Les résultats

### Amicaux
| Match | Date       | Heure | Lieu                               | Club visité       | Club visiteur          | Score              | Buts liégeois                                       |
| ----- | ---------- | ----- | ---------------------------------- | ----------------- | ---------------------- | ------------------ | --------------------------------------------------- |
| 1     | 23/06/2016 | 19h00 | Stade de Buraufosse, Tilleur       | RFC Tilleur       | Standard de Liège      | 3 - 5              | Edmilson Jr (2), Emond (3)                          |
| 2     | 25/06/2016 | 16h00 | Stade Domenico Schena, Binche      | R. JE Binchoise   | Standard de Liège      | 0 - 4              | Miya, Cuypers, Tetteh, Legear                       |
| 3     | 28/06/2016 | 16h00 | Sportoase Eburons Dome, Tongres    | KFC Heur-Tongres  | Standard de Liège      | 1 - 5              | Miya, Tetteh, Cuypers, Badibanga, Scholz            |
| 4     | 03/07/2016 | 18h00 | Stade des Boscailles, Walhain      | RW Walhain        | Standard de Liège      | 1 - 6              | Arslanagić, Santini, R. Mmaee, Yattara, Dossevi (2) |
| 5     | 06/07/2016 | 18h00 | Groupama Aréna, Budapest           | Ferencváros TC    | Standard de Liège      | 0 - 0 6 - 5 t.a.b. |                                                     |
| 6     | 13/07/2016 | 16h30 | Sportcomplex Beatrix, Hoenderloo   | FK Dnipro         | Standard de Liège      | 0 - 1              | Emond                                               |
| 7     | 16/07/2016 | 18h00 | Stade Maurice Dufrasne, Sclessin   | Standard de Liège | AC Chievo Vérone       | 3 - 0              | Santini, Arslanagić, Edmilson Jr                    |
| 8     | 02/09/2016 | 20h00 | Stade communal des Bas-Prés, Namur | Standard de Liège | Olympique de Marseille | 3 - 0              | Emond, Edmilson Jr, Belfodil                        |

### Supercoupe de Belgique
| Date       | Heure | Club visité    | Club visiteur     | Score | Buts liégeois | Assistance |
| ---------- | ----- | -------------- | ----------------- | ----- | ------------- | ---------- |
| 23/07/2016 | 20h00 | Club Bruges KV | Standard de Liège | 2 - 1 | Santini       | 15 000     |

### Championnat

#### Saison régulière
| Journée | Date       | Heure | Club visité          | Club visiteur        | Score | Buts liégeois                        | Assistance |
| ------- | ---------- | ----- | -------------------- | -------------------- | ----- | ------------------------------------ | ---------- |
| 1re     | 31/07/2016 | 14h30 | KVC Westerlo         | Standard de Liège    | 2 - 2 | Santini, Legear                      | 7 500      |
| 2e      | 06/08/2016 | 20h30 | Standard de Liège    | K Saint-Trond VV     | 2 - 0 | Pulido (c.s.c.), Edmilson Jr         | Huis clos  |
| 3e      | 14/08/2016 | 14h30 | SV Zulte Waregem     | Standard de Liège    | 1 - 0 |                                      | 9 216      |
| 4e      | 19/08/2016 | 20h30 | Standard de Liège    | Sporting Charleroi   | 0 - 0 |                                      | 24 150     |
| 5e      | 28/08/2016 | 14h30 | Club Bruges KV       | Standard de Liège    | 2 - 2 | Touré, Edmilson Jr                   | 26 408     |
| 6e      | 11/09/2016 | 20h00 | Standard de Liège    | KRC Genk             | 2 - 0 | Belfodil, Sá                         | 23 994     |
| 7e      | 18/09/2016 | 18h00 | KSC Lokeren          | Standard de Liège    | 0 - 1 | Raman                                | 7 952      |
| 8e      | 25/09/2016 | 14h30 | Standard de Liège    | KAS Eupen            | 3 - 0 | Raman, Edmilson Jr, Belfodil         | 24 190     |
| 9e      | 02/10/2016 | 18h00 | Standard de Liège    | RSC Anderlecht       | 0 - 1 |                                      | 27 850     |
| 10e     | 15/10/2016 | 18h00 | KV Courtrai          | Standard de Liège    | 3 - 3 | Sá (2), Trebel                       | 6 978      |
| 11e     | 23/10/2016 | 20h00 | Standard de Liège    | Waasland-Beveren     | 5 - 0 | Raman (2), Sá (2), Emond             | 23 295     |
| 12e     | 27/10/2016 | 20h30 | KAA La Gantoise      | Standard de Liège    | 1 - 0 |                                      | 19 910     |
| 13e     | 30/10/2016 | 14h30 | KV Oostende          | Standard de Liège    | 3 - 1 | Sá                                   | 7 989      |
| 14e     | 06/11/2016 | 20h00 | Standard de Liège    | Royal Excel Mouscron | 2 - 1 | Belfodil, Edmilson Jr                | 23 101     |
| 15e     | 20/11/2016 | 18h00 | KV Mechelen          | Standard de Liège    | 2 - 1 | Sá                                   | 13 579     |
| 16e     | 27/11/2015 | 18h00 | Standard de Liège    | SV Zulte Waregem     | 4 - 1 | Scholz, Belfodil, Emond, Edmilson Jr | 24 827     |
| 17e     | 04/12/2016 | 18h00 | Sporting Charleroi   | Standard de Liège    |       | Sá, Belfodil, Sá                     | 14 783     |
| 18e     | 11/12/2016 | 20h00 | Standard de Liège    | KVC Westerlo         | 3 - 1 | Sá, Laḯfis, Mbenza                   | 23 189     |
| 19e     | 18/12/2016 | 14h30 | KRC Genk             | Standard de Liège    | 2 - 2 | Sá, Belfodil                         | 16 640     |
| 20e     | 21/12/2016 | 20h30 | Standard de Liège    | KSC Lokeren          | 1 - 1 | Goreux                               | 22 016     |
| 21e     | 27/12/2016 | 20h30 | K Saint-Trond VV     | Standard de Liège    | 2 - 2 | Trebel, Belfodil                     | 9 670      |
| 22e     | 22/01/2017 | 14h30 | Standard de Liège    | Club Bruges KV       | 0 - 3 |                                      | 25 299     |
| 23e     | 26/01/2017 | 20h30 | KAS Eupen            | Standard de Liège    | 2 - 2 | Belfodil (2)                         | 5 679      |
| 24e     | 29/01/2017 | 18h00 | RSC Anderlecht       | Standard de Liège    | 0 - 0 |                                      | 21 000     |
| 25e     | 04/02/2017 | 18h00 | Standard de Liège    | KV Courtrai          | 0 - 3 |                                      | 23 146     |
| 26e     | 12/02/2017 | 20h00 | Waasland-Beveren     | Standard de Liège    | 0 - 1 | Sá                                   | 7 000      |
| 27e     | 19/02/2017 | 14h30 | Standard de Liège    | KAA La Gantoise      | 1 - 1 | Sá                                   | 24 906     |
| 28e     | 26/02/2017 | 14h30 | Standard de Liège    | KV Mechelen          | 2 - 2 | Kosanović, Sá                        |            |
| 29e     | 04/03/2017 | 20h00 | Royal Excel Mouscron | Standard de Liège    | 1 - 0 |                                      |            |
| 30e     | 12/03/2017 | 14h30 | Standard de Liège    | KV Oostende          | 2 - 2 | Belfodil (2)                         |            |

#### Play offs II
| Journée | Date       | Heure | Club visité                 | Club visiteur               | Score | Buts liégeois             | Assistance |
| ------- | ---------- | ----- | --------------------------- | --------------------------- | ----- | ------------------------- | ---------- |
| 1re     | 02/04/2017 | 20h00 | K Lierse SK                 | Standard de Liège           | 1 - 0 |                           |            |
| 2e      | 08/04/2017 | 20h30 | Standard de Liège           | K Saint-Trond VV            | 2 - 2 | Belfodil, Marin           |            |
| 3e      | 14/04/2017 | 20h30 | Royale Union saint-gilloise | Standard de Liège           | 2 - 2 | Sá, Belfodil              |            |
| 4e      | 22/04/2017 | 20h30 | KV Mechelen                 | Standard de Liège           | 1 - 0 |                           |            |
| 5e      | 25/04/2017 | 20h30 | Standard de Liège           | Waasland-Beveren            | 0 - 2 |                           |            |
| 6e      | 28/04/2017 | 20h30 | Standard de Liège           | Royale Union saint-gilloise | 3 - 1 | Sá, Luyindama, Belfodil   |            |
| 7e      | 06/05/2017 | 20h30 | K Saint-Trond VV            | Standard de Liège           | 1 - 0 |                           |            |
| 8e      | 12/05/2017 | 20h30 | Standard de Liège           | KV Mechelen                 | 2 - 0 | Luchkevych, Andrade       |            |
| 9e      | 16/05/2017 | 20h30 | Waasland-Beveren            | Standard de Liège           | 1 - 3 | Emond, Mmaee, Edmilson Jr |            |
| 10e     | 19/05/2017 | 20h30 | Standard de Liège           | K Lierse SK                 | 2 - 0 | Sá, Marin                 |            |

### Coupe
| Tour           | Date       | Heure | Club visité | Club visiteur     | Score | Buts liégeois | Assistance |
| -------------- | ---------- | ----- | ----------- | ----------------- | ----- | ------------- | ---------- |
| 1/16 de finale | 21/09/2016 | 20h00 | ASV Geel    | Standard de Liège | 2 - 1 | Raman         | 4 000      |

### Ligue Europa
| Tour                   | Date       | Heure | Club visité       | Club visiteur     | Score | Buts liégeois         | Assistance |
| ---------------------- | ---------- | ----- | ----------------- | ----------------- | ----- | --------------------- | ---------- |
| Groupe G - 1re journée | 15/09/2016 | 21h05 | Standard de Liège | Celta Vigo        | 1 - 1 | Dossevi               | 10 723     |
| Groupe G - 2e journée  | 29/09/2016 | 19h00 | Ajax Amsterdam    | Standard de Liège | 1 - 0 |                       | 31 352     |
| Groupe G - 3e journée  | 20/10/2016 | 19h00 | Standard de Liège | Panathinaïkos     | 2 - 2 | Edmilson Jr, Belfodil | 14 463     |
| Groupe G - 4e journée  | 03/11/2016 | 21h05 | Panathinaïkos     | Standard de Liège | 0 - 3 | Cissé, Belfodil (2)   | 10 837     |
| Groupe G - 5e journée  | 24/11/2016 | 19h00 | Celta Vigo        | Standard de Liège | 1 - 1 | Laḯfis                | 16 470     |
| Groupe G - 6e journée  | 08/12/2016 | 21h05 | Standard de Liège | Ajax Amsterdam    | 1 - 1 | Raman                 | 20 344     |

## Statistiques
Les matchs amicaux ne sont pas pris en compte.

### Classement des buteurs
| Rang | Joueur              | Buts |
| ---- | ------------------- | ---- |
| 1er  | Orlando Sá          | 17   |
| 2e   | Ishak Belfodil      | 16   |
| 3e   | Edmilson Jr         | 7    |
| 4e   | Benito Raman        | 6    |
| 5e   | Renaud Emond        | 3    |
| 6e   | Ivan Santini        | 2    |
| 6e   | Konstantínos Laïfis | 2    |
| 6e   | Adrien Trebel       | 2    |
| 6e   | Răzvan Marin        | 2    |
| 10e  | Jonathan Legear     | 1    |
| 10e  | Birama Touré        | 1    |
| 10e  | Matthieu Dossevi    | 1    |
| 10e  | Ibrahima Cissé      | 1    |
| 10e  | Alexander Scholz    | 1    |
| 10e  | Isaac Mbenza        | 1    |
| 10e  | Réginal Goreux      | 1    |
| 10e  | Miloš Kosanović     | 1    |
| 10e  | Christian Luyindama | 1    |
| 10e  | Valeriy Luchkevych  | 1    |
| 10e  | Darwin Andrade      | 1    |
| 10e  | Ryan Mmaee          | 1    |

### Classement des passeurs
| Rang | Joueur              | Passes décisives |
| ---- | ------------------- | ---------------- |
| 1er  | Edmilson Jr         | 5                |
| 1er  | Matthieu Dossevi    | 5                |
| 1er  | Ishak Belfodil      | 5                |
| 4e   | Adrien Trebel       | 4                |
| 4e   | Collins Fai         | 4                |
| 6e   | Jonathan Legear     | 3                |
| 7e   | Réginal Goreux      | 2                |
| 7e   | Jean-Luc Dompé      | 2                |
| 7e   | Orlando Sá          | 2                |
| 7e   | Darwin Andrade      | 2                |
| 11e  | Ryan Mmaee          | 1                |
| 11e  | Alexander Scholz    | 1                |
| 11e  | Corentin Fiore      | 1                |
| 11e  | Beni Badibanga      | 1                |
| 11e  | Benito Raman        | 1                |
| 11e  | Răzvan Marin        | 1                |
| 11e  | Christian Luyindama | 1                |
| 11e  | Dieumerci Ndongala  | 1                |
| 11e  | Jérôme Déom         | 1                |
| 11e  | Renaud Emond        | 1                |